# Jürgen Fanghänel
Jürgen Fanghänel (* 1. August 1951 in Limbach-Oberfrohna) ist ein ehemaliger deutscher Boxer.

## Boxkarriere
Fanghänel begann seine Boxkarriere 1968 bei der BSG Fortschritt Oberfrohna, wo er von Horst Schmiedel als Talent erkannt wurde. Im Alter von 19 Jahren wechselte er zum SC Karl-Marx-Stadt und 1973 zur SG Wismut Gera. Trainiert wurde er von Bernhard Zeh und Manfred Scheffler. 1972 wurde er mit einem Finalsieg gegen Dieter Limant erstmals DDR-Meister im Schwergewicht. Nachdem er 1973 Vizemeister geworden und 1974 im Viertelfinale ausgeschieden war, wurde er von 1975 bis 1981 noch siebenmal in Folge DDR-Meister im Schwergewicht. Er siegte dabei in den Finalkämpfen gegen Dietmar Meyer (4×), Ulli Kaden, Werner Kohnert und Klaus-Dieter Schmid. Beim prestigeträchtigen und international besetzten Turnier des Chemiepokal in Halle (Saale) gewann er 1976, 1980, 1981 und 1982 Gold, sowie 1972, 1973 und 1979 Silber. Das internationale Berliner TSC-Turnier gewann er 1973, 1977, 1978 und 1979.
Bei der Europameisterschaft 1973 in Belgrad unterlag er in der Vorrunde gegen Peter Hussing und 1975 in Katowice im Viertelfinale gegen Wiktor Uljanitsch. 1977 in Halle (Saale) wurde er dann Vize-Europameister, nachdem er gegen Robert Desnouck, Wolfgang Gruber und Atanas Suwandschijew das Finale erreicht und dort gegen Jewgeni Gorstkow verloren hatte. 1979 in Köln gewann er nach erneuter Niederlage gegen Peter Hussing im Halbfinale eine Bronzemedaille. 1981 in Tampere konnte er erneut Vize-Europameister werden; nach Siegen gegen Roger Andersson, Søren Thomsen und Wassil Bossakow, war er im Finale gegen Alexander Jagubkin unterlegen.
Bei der Weltmeisterschaft 1978 in Belgrad siegte er jeweils vorzeitig gegen Peter Hussing und Dominique Nato, ehe er im Halbfinale mit einer Bronzemedaille gegen Dragomir Vujković ausschied. 1982 in München wurde er dann Vize-Weltmeister, als er nach siegreichen Kämpfen gegen Gyula Alvics, Wassil Bossakow und Hermenegildo Báez das Finale erreicht hatte, wo er erneut gegen Alexander Jagubkin unterlegen war.
Fanghänel startete zudem bei drei Olympischen Spielen; 1972 in München setzte er sich gegen Atanas Suwandschijew durch, verlor jedoch im Viertelfinale gegen Ion Alexe. 1976 in Montreal schied er noch in der Vorrunde mit 2:3 gegen den späteren Goldmedaillengewinner Wiktor Iwanow aus, gewann jedoch 1980 in Moskau mit Siegen gegen Luis Castillo und Petar Stoimenow, sowie einer Halbfinalniederlage gegen Pjotr Sajew, eine olympische Bronzemedaille.

## Sonstiges
Fanghänel ist mit acht Geschwistern im Ortsteil Rußdorf aufgewachsen. Er erlernte den Beruf des Malers, heiratete und wurde Vater von drei Kindern.
Nach seiner Wettkampfkarriere wurde er Boxtrainer bei SG Wismut Gera und arbeitete nach einem Studium der Sozialpädagogik bis Ende 2015 als Erzieher im Gelsenkirchener Jugendwohnheim Grimberg.